# Абдурагимов, Иосиф Микаэлевич
Иосиф Микаэлевич Абдурагимов (род. 15 октября 1930, Дербент) — советский и российский учёный в области горения и взрыва. Доктор технических наук (1968), профессор (1974). Член Национальной академии наук пожарной безопасности. Лауреат государственной премии Латвийской ССР (1976).

## Биография

### Происхождение и образование
Мать — Эмма Леоновна Оганджанова (род. 1908), армянка, дочь уроженца Тбилиси Леона Петровича Оганджанова.
Отец — Микаэль Мирзабекович Абдурагимов (род. 1904), сын надворного советника и депутата городской думы Дербента Хаджи Мирза Бек Агаси Бек Оглы Абдурагимова (1845—1918).
В браке Эмма Оганджанова и Микаэль Абдурагимов состояли с 1928 года. 15 октября 1930 года в Дербенте у четы родился сын Иосиф.
Иосиф Абдурагимов имеет специальное звание: полковник внутренней службы
Окончил Московское высшее техническое училище им. Н. Э. Баумана в 1955 году. С 1956 по 1958 год — аспирант Энергетического института имени Г. М. Кржижановского.

### Трудовая деятельность
В 1958 году Абдурагимов назначен заместителем главного конструктора на заводе Минавиапрома, где занимался вопросами взрывобезопасности и боевой живучестью военный авиации. В 1968 году защитил докторскую диссертацию.
В 1972 году перешёл на преподавательскую работу в Высшую инженерно пожарно-техническую школу МВД СССР (сейчас — Академия Государственной противопожарной службы МЧС России), куда его пригласил тогдашний руководитель ВИПТШ Анатолий Николаевич Смуров. Первоначально Абдурагимов руководил кафедрой пожарной тактики, а позднее основал и длительное время возглавлял кафедру «Процессов горения».
В 1974 году получил учёное звание профессора. С 1973 по 1982 год руководил секцией по борьбе с пожарами и взрывами научно-технического совета при Государственном комитете Совета Министров СССР по науке и технике и Всесоюзном центральном совете профессиональных союзов.
В качестве специалиста в 1991 году был приглашён правительством Кувейта для тушения нефтяных пожаров, возникших в результате поджогов, которые практиковала иракская армия при отступлении из Кувейта.
С 2001 года в течение многих лет — заместитель директора по научной работе Научно-исследовательский института проблем хранения Росрезерва и профессор МГТУ им. Баумана.

## Научная деятельность
Занимался изучением гидродинамики гетерофазных систем, динамики горения и взрыва, основ пожаротушения. Разработал над аэрозольным и аэродинамическим методом тушения газовых и газонефтяных фонтанов. Составил основы расчёта параметров тушения твёрдых горючих материалов. Исследовал вопрос увеличения радиационного загрязнения из-за лесных пожаров в районе Чернобыльской АЭС.
Автор более 200 научный статей, включая два учебных пособия «Физико-химические основы развития и тушения пожаров» (1980) и «Процессы горения» (1985). Обладатель 53 авторских свидетельств и 25 патентов. Среди его учеников — 33 кандидата и 5 докторов наук.

## Награды и звания
- Орден Трудового Красного Знамени[1]
- Три золотые медали ВДНХ[1], в том числе:
  - 17.09.1985 — за обоснование, проектирование и изготовление установки для тушения пожаров самолётов УТПС. Проведение комплекса лабораторных, натурных гидравлических и огневых испытаний.
- Серебряная медаль ВДНХ (04.11.1988) — за научное обоснование импульсного метода тушения фонтанов и разработку принципиальной схемы установки порошкового пламеподавителя с пневмовыбросом ППП-200М.
- Лауреат государственной премии Латвийской ССР (1976)[1]
- Медаль конкурса «Техника — колесница прогресса», проводимого журналом «Изобретатель и рационализатор»[2]
- Медаль «Участник подготовки первого полета человека в космос»